# Obang 3 Corners
Obang 3 Corners est une localité du Cameroun située dans la Région du Sud-Ouest et le département de Manyu. Elle est rattachée administrativement à l'arrondissement de Upper Bayang (Tinto Council) et au canton de Bachuo Akagbe.

## Population
La localité comptait 128 habitants en 1953, puis 199 en 1967, des Banyang. À cette date elle disposait d'une ferme expérimentale et d'un centre de formation agricole.
Lors du recensement de 2005, on y a dénombré 354 personnes.